# Абдулла Аль-Хафіт
Абдулла Аль-Хафіт (араб. عبد الله الحافظ; нар. 25 грудня 1992, Ед-Даммам) — саудівський футболіст, захисник клубу «Аль-Гіляль».

## Клубна кар'єра
Вихованець клубу «Аль-Іттіфак». 20 вересня 2011 року він дебютував у саудівській Про-лізі, вийшовши на заміну в кінцівці домашнього матчу проти «Аль-Іттіхада». Цей матч так і залишився єдиним для гравця.
Наприкінці того ж року він перейшов в команду португальської Прімейри «Уніан Лейрія». 24 лютого року 2012 Абдулла зіграв свій перший матч у чемпіонаті Португалії, вийшовши в основному складі в гостьовому поєдинку проти «Марітіму». Загалом до кінця сезону провів за клуб 4 гри, а наступний у наступному сезоні 2012/13 він був гравцем португальської команди «Пасуш ді Феррейра», втім не зіграв за цю команду жодного офіційного матчу.
Влітку 2013 року Абдулла повернувся на батьківщину і підписав контракт із «Аль-Гілялем». З цією командою Аль-Хафіт здобув низку національних трофеїв, а 2019 року виграв Лігу чемпіонів АФК та поїхав на Клубний чемпіонат світу в Катарі. Також протягом кар'єри за клуб ненадовго здавався в оренду в інші місцеві команди «Хаджер» (перша половина 2016 року) та «Аль-Іттіфак» (перша половина 2019 року).

## Виступи за збірні
2011 року залучався до складу молодіжної збірної Саудівської Аравії. З командою до 23 років був учасником футбольного турніру Азійських ігор 2014 року, де дійшов з командою до чвертьфіналу. Всього на молодіжному рівні зіграв у 8 офіційних матчах, забив 1 гол.
У грудні 2013 року зіграв у обох матчах збірної Саудівської Аравії на чемпіонаті Федерації футболу Західної Азії в Катарі, однак ФІФА не визнає ці поєдинки за офіційні.

## Титули і досягнення
- Чемпіон Саудівської Аравії: 2016/17, 2017/18
- Володар Кубка короля Саудівської Аравії: 2017
- Володар Кубка наслідного принца Саудівської Аравії: 2015/16
- Володар Суперкубка Саудівської Аравії: 2015, 2018
- Переможець Ліги чемпіонів АФК: 2019